# Duplessisia sulcata
Duplessisia sulcata är en insektsart som beskrevs av Vitaly Michailovitsh Dirsh 1956. Duplessisia sulcata ingår i släktet Duplessisia och familjen gräshoppor. Inga underarter finns listade i Catalogue of Life.